# Oxymacaria pycnochroa
Oxymacaria pycnochroa là một loài bướm đêm trong họ Geometridae.